# Alcubilla de Nogales
Alcubilla de Nogales is een gemeente in de Spaanse provincie Zamora in de regio Castilië en León met een oppervlakte van 13,67 km². Alcubilla de Nogales telt 134 inwoners (1 januari 2016).

## Demografische ontwikkeling
Bron: INE, 1857-2011: volkstellingen